# Saint-Pierre-de-Chignac
Saint-Pierre-de-Chignac is een gemeente in het Franse departement Dordogne (regio Nouvelle-Aquitaine) en telt 777 inwoners (1999). De plaats maakt deel uit van het arrondissement Périgueux.

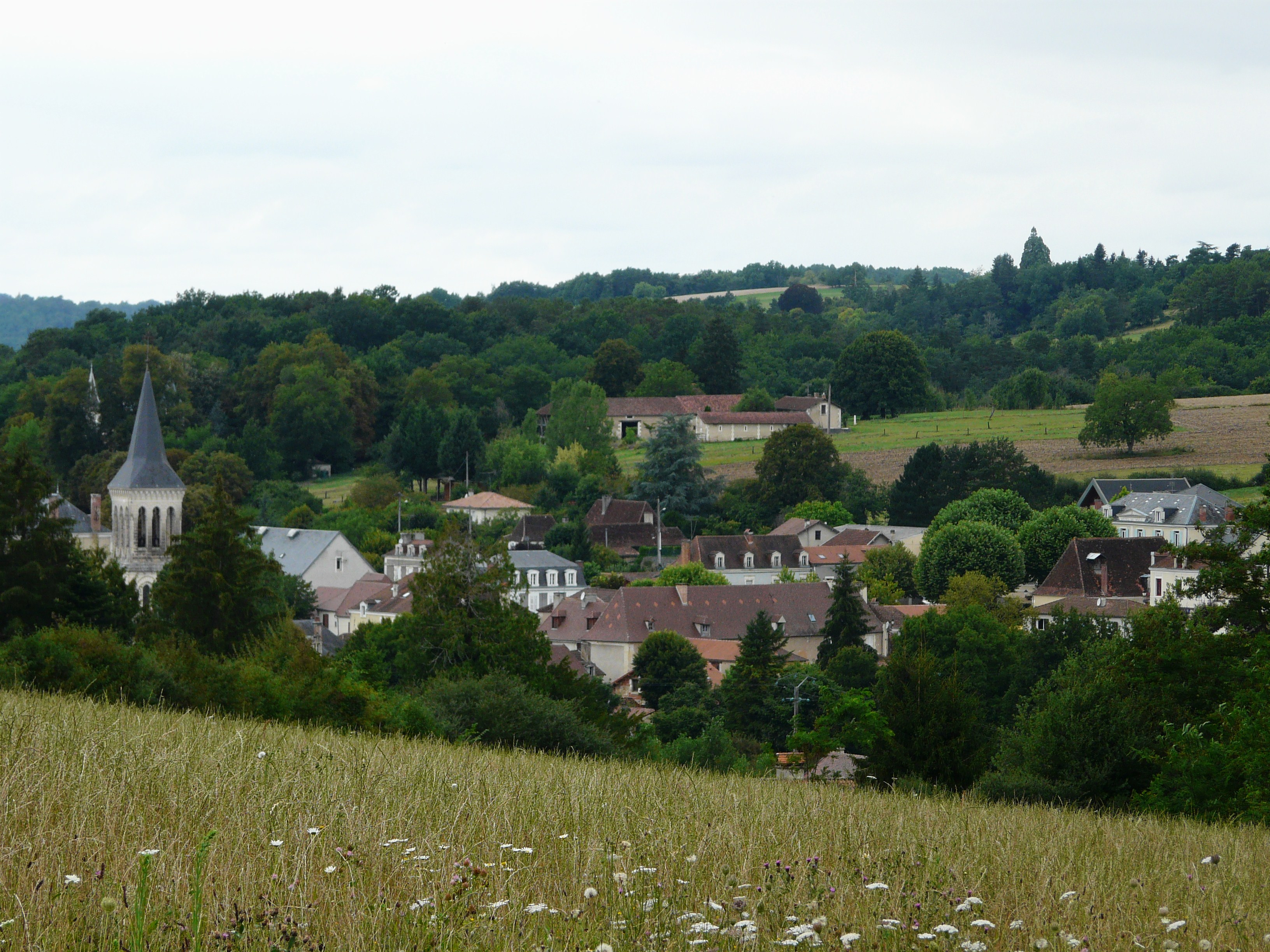
Saint-Pierre-de-Chignac
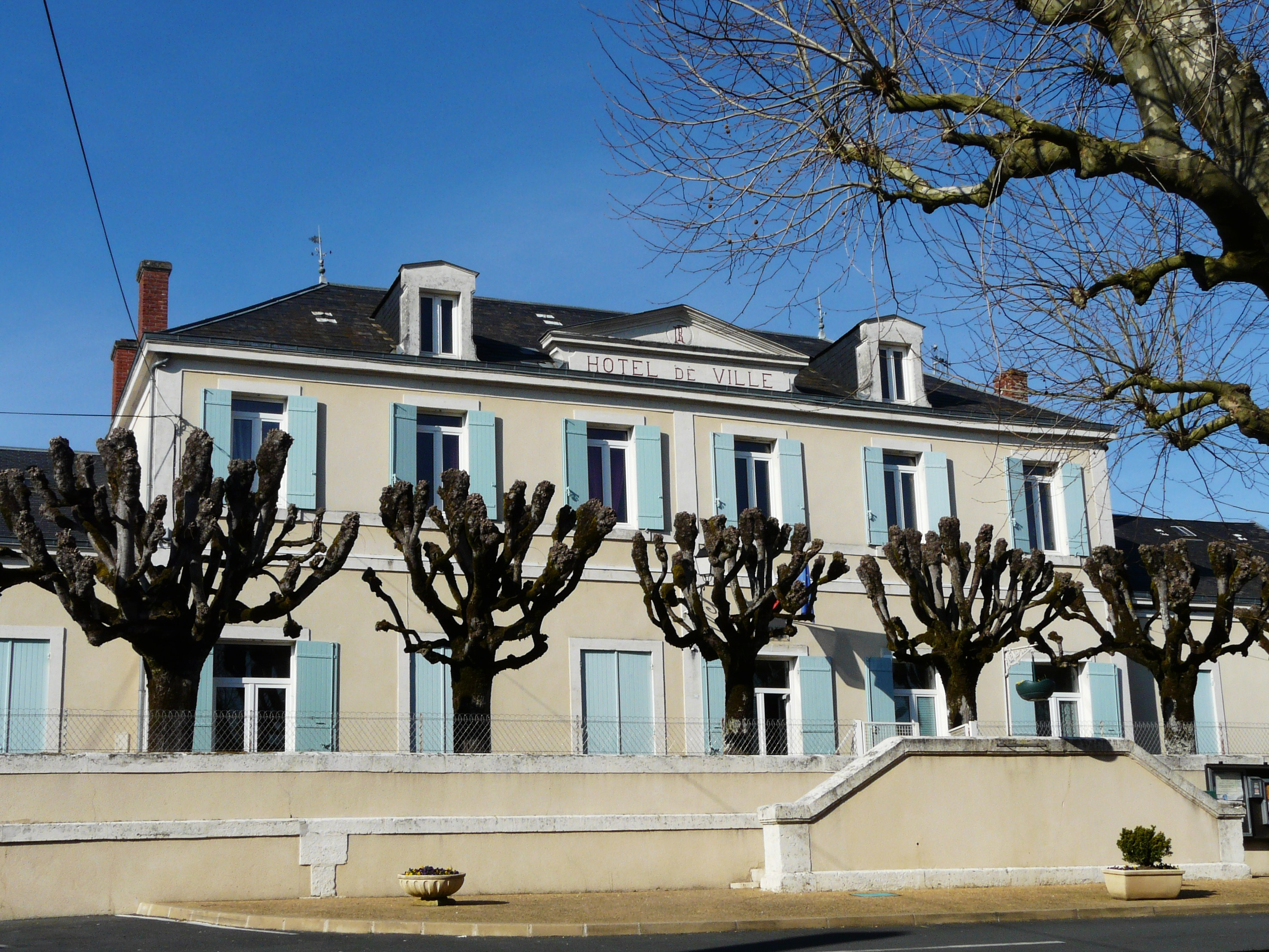
Gemeentehuis
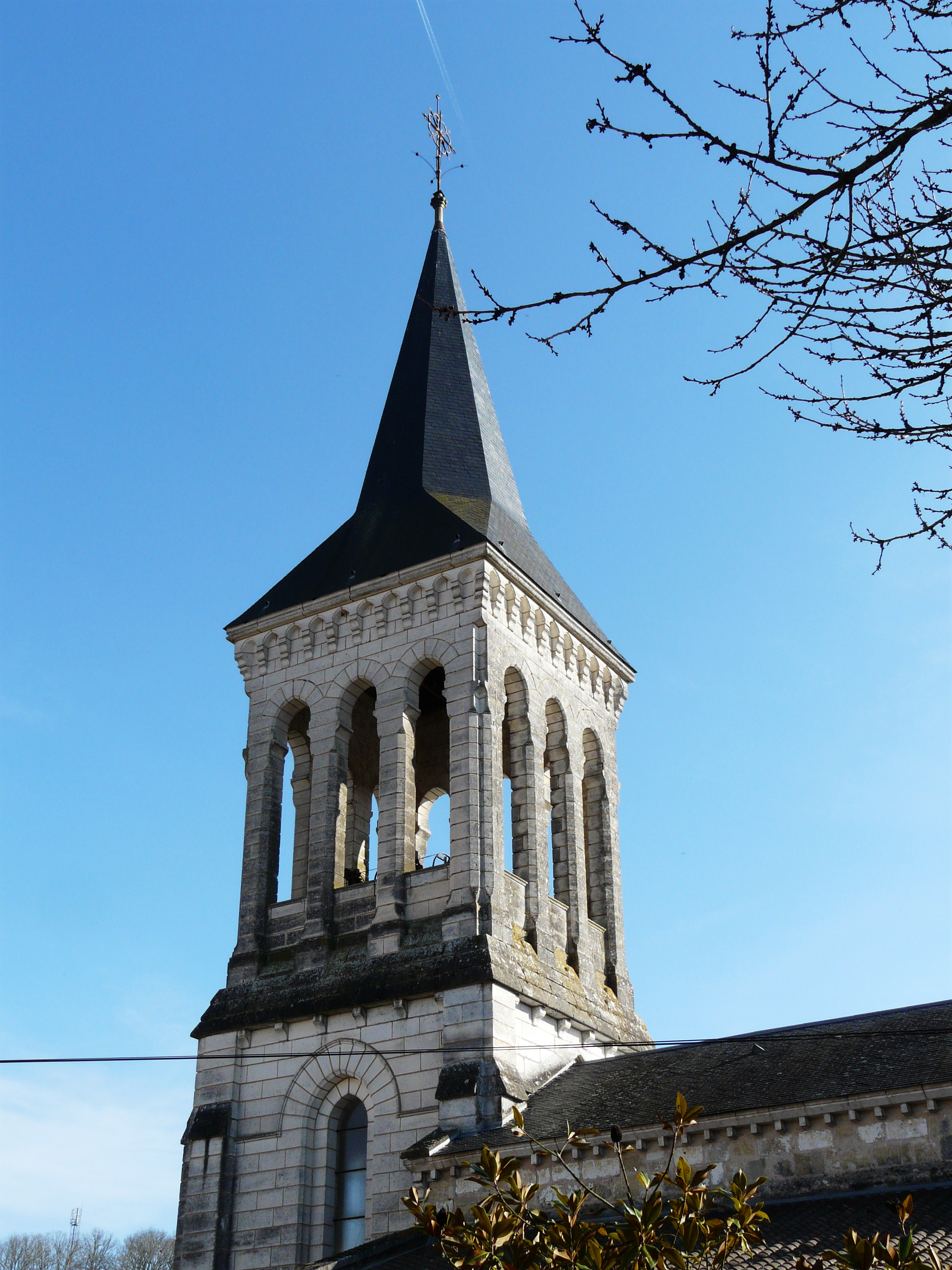
Kerk van Saint-Pierre-de-Chignac

## Geografie
De oppervlakte van Saint-Pierre-de-Chignac bedraagt 15,7 km², de bevolkingsdichtheid is 49,5 inwoners per km².

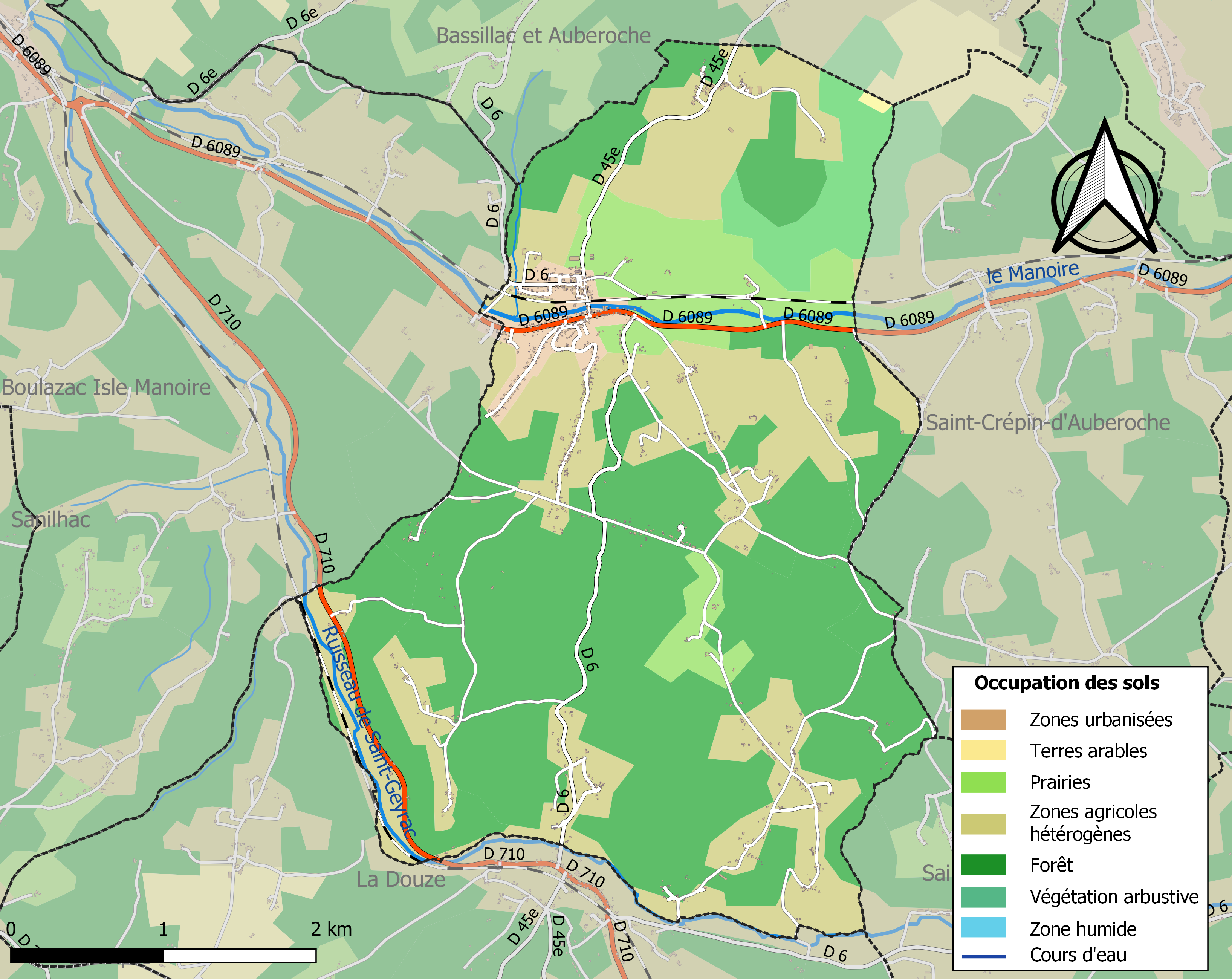
Kaart van de gemeente met de belangrijkste infrastructuur, bodemgebruik en omliggende gemeenten

## Verkeer
In de gemeente ligt de spoorweghalte Saint-Pierre-de-Chignac

## Demografie
Onderstaande figuur toont het verloop van het inwonertal (bron: INSEE-tellingen).